# Masquerade (película de 1988)
Masquerade (Mascarada para un crimen en España y El seductor en Hispanoamérica) es una película dramática de 1988 dirigida por Bob Swaim y protagonizada por Rob Lowe, Meg Tilly y Kim Cattrall. 

## Argumento
Tim Whalen es un joven patrón de yates de recreo. Él mantiene una relación con Brooke Morrison, la esposa de su adinerado jefe. Sin embargo Tim da por finalizada esa relación cuando conoce a Olivia Lawrence, una dulce y tímida muchacha que acaba de heredar 300 millones de dólares tras la muerte de sus padres. Olivia se enamora perdidamente de Tim, a pesar de las objeciones que tienen su padrastro, Tony Gateworth, un alcohólico que vive de su dinero, y el oficial de policía Mike McGill, amigo de la infancia de Olivia, que tiene desconfianza de Tim.

## Reparto
| Actor        | Personaje       |
| ------------ | --------------- |
| Rob Lowe     | Tim Whalen      |
| Meg Tilly    | Olivia Lawrence |
| Kim Cattrall | Brooke Morrison |
| Doug Savant  | Mike McGill     |
| John Glover  | Tony Gateworth  |
| Dana Delany  | Anne Briscoe    |
| Erik Holland | Jefe de policía |

## Producción
La película empezó a filmarse el 21 de abril de 1987 y se completó 12 semanas después habiéndose gastado para ello 12 millones de dólares. Se filmó en varias localidades de Nueva York y en Santa Mónica en California y cabe también destacar que, mientras que se filmó, su título original Dying for Love fue cambiado a Masquerade por razones publicitarias.

## Recepción
Esta producción cinematográfica no tuvo mucho éxito comercial y tampoco lo tuvo mucho entre los críticos cuando fue estrenada. Contribuyó a que su director Bob Swaim, que empezó su carrera en Francia regresase otra vez a ese país, donde ha seguido trabajando en el cine y la televisión.
Hoy en día la producción cinematográfica ha sido valorada en portales cinematográficos y por críticos profesionales. En IMDb, con aproximadamente 4100 votos registrados, la película obtiene una media ponderada de 6,1 sobre 10. En cuanto a Rotten Tomatoes, los más de 1000 votos registrados en el portal dieron a este filme una valoración media de 3,2 de 5, mientras que los 16 críticos profesionales registrados en el portal le dieron una media de 5,4 de 10.